# Jiří Strouhal
Jiří Strouhal (* 15. května 1980, Praha) je český ekonom a vysokoškolský profesor.

## Život
Po absolvování Obchodní akademie Heroldovy sady vystudoval Fakultu financí a účetnictví Vysoké školy ekonomické v Praze (v roce 2003 úspěšně zakončil magisterské studium oboru Účetnictví a finanční řízení podniku). V prosinci 2005 úspěšně obhájil doktorskou disertační práci na téže fakultě. V roce 2006 úspěšně zakončil systém certifikace účetní profese v ČR (stupeň účetní expert).
V letech 2008–2010 byl členem Komitétu pro vzdělávání a certifikaci účetních Svazu účetních. V letech 2012–2016 působil na Fakultě podnikohospodářské, kde se habilitoval 12. prosince 2012 v oboru Podniková ekonomika a management. Profesorem téhož oboru byl jmenován na jaře 2016.
Od roku 2017 působí na Škoda Auto Vysoké škole v Mladé Boleslavi. Od roku 2024 působí rovněž na TalTech School of Business and Governance v estonském Tallinnu. 

## Dílo
Je hlavním autorem nové verze certifikace účetní profese (certifikace 2022+). Je také autorem či spoluautorem mnoha publikací z oblastí finančního účetnictví a finančního řízení, např.:
- Kolektiv autorů: MERITUM - Účetnictví podnikatelů. Praha: Wolters Kluwer (každoroční vydání od 2004 do 2023, hlavní spoluautor)
- Strouhal, J. Židlická, R. Cardová, Z.: Účetnictví: Velká kniha příkladů. Brno: BizBooks, 2012
- Mrkvička, J. Strouhal, J.: Manažerské finance. 3. vydání. Praha: Institut certifikace účetních, 2014
- Strouhal, J. Bokšová, J.: Lexikon účetních pojmů ČJ/AJ/NJ. Praha: Wolters Kluwer, 2015
- Strouhal, J.: Ekonomika podniku. 3. vydání. Praha: Institut certifikace účetních, 2016
- Sládková, E. Strouhal, J.: Výkaznictví podle českých účetních předpisů. Praha: Institut certifikace účetních, 2018
- Strouhal, J.: Slovník pojmů IFRS. 3. vydání. Praha: Wolters Kluwer, 2019
- Strouhal, J.  Účetní souvztažnosti podnikatelských subjektů. 4. vydání. Praha: Wolters Kluwer, 2022
- Horák, J., Strouhal, J. Řízení výkonnosti. Praha: Svaz účetních ČR, 2024
- Strouhal, J., Bulla, M. Účtová osnova (online). https://www.dauc.cz/uctova-osnova